# Pygocoelis gracilis
Pygocoelis gracilis är en skalbaggsart som beskrevs av Heinrich Bickhardt 1921. Pygocoelis gracilis ingår i släktet Pygocoelis och familjen stumpbaggar. Inga underarter finns listade i Catalogue of Life.